# Khat
O khat (Catha edulis, família das Celastraceae, também conhecido como cat, qat, quat, gat ou miraa, em árabe: قات; em ge'ez ጫት, transl. tchāt;  em somali: Jaad) é uma planta angiosperma, nativa das áreas tropicais da África Oriental e da península Arábica.
O khat contém o alcalóide chamado catinona, um estimulante similar à anfetamina, que causa excitação e euforia. Em 1980 a Organização Mundial da Saúde classificou o khat como uma droga, que pode produzir dependência psicológica, que varia de leve a moderada. A planta vem sendo, recentemente, alvo de organizações antinarcóticos como a Drug Enforcement Administration (DEA) norte-americana. É uma substância controlada ou ilegal na maioria dos países.

## Descrição
Provavelmente originário da região da atual Etiópia, o khat é um arbusto que cresce, lentamente, até atingir entre 1,5 e 2,0 metros de altura, dependendo da região e da pluviosidade, com folhas persistentes de 5 a 10 centímetros de comprimento e 4 de largura. As flores são produzidas em cimeiras que variam de 4 a 8 centímetros de comprimento, todas com cinco pétalas. O fruto tem o formato de uma cápsula oblonga com três válvulas, que contém de uma a três sementes.

## História
As origens do khat são controversas. Alguns acreditam que a sua origem esteja na Etiópia, de onde ela teria se espalhado até as terras altas da África Oriental e do Iêmen. Outros acreditam que o contrário teria ocorrido, que o khat teria se originado no Iêmen antes de se espalhar para a Etiópia e os países vizinhos. Segundo Sir Richard Burton, o khat teria sido introduzido no Iêmen por etíopes no século XV. Existem evidências que sugerem que isto possa ter acontecido já no século XIII. Através de análises botânicas, Revri (1983) apóia a tese da origem iemenita da planta. Da Etiópia e Iêmen as árvores se espalharam para a Somália, Arábia, Quênia, Uganda, Tanzânia, Zâmbia e África do Sul. Especulou-se também que os primeiros registros do uso medicinal do khat poderiam estar no Novo Testamento.
A primeira descrição documentada do khat data do século XI, num tratado sobre farmácia e materia medica escrito por Abu Rayhan al-Biruni, um cientista e biólogo persa. Sem conhecer sua origem, al-Biruni descreveu  o khat como:
...uma mercadoria do Turquestão. Possui um gosto azedo e é delgado como um batan-alu. O qat, porém, é avermelhado, com um tom levemente enegrecido. Acredita-se que o batan-alu seja vermelho, diminua a temperatura, alivie a biliosidade e refrigere o estômago e o fígado.
Em 1854, o escritor malásio Abdullah bin Abdul Kadir descreveu o hábito de se mascar o khat em Al Hudaydah, no Iêmen:

"Observei uma nova peculiaridade nesta cidade - todos mascavam folhas, como cabras mascam o que ruminam. Existe uma espécie de folha, bem larga e com cerca de dois dedos de comprimento, que é vendida em todo lugar, já que as pessoas consomem estas folhas sem qualquer preparo; ao contrário das folhas de betel, que precisam de certos condimentos para acompanhá-lo, essas folhas são simplesmente amontoadas na boca e mastigadas. Assim, sempre que as pessoas se reúnem, os restos destas folhas ficam amontoados na frente delas. Quando cospem, sua saliva está verde. Perguntei-lhes então sobre isto: "Que benefícios podem ser obtidos ao se comer estas folhas?", ao que me responderam: 'Absolutamente nenhum, é somente um gasto a mais para nós, que acabamos nos acostumando com elas.' Aqueles que consomem as folhas têm de comer muito ghee e mel, do contrário ficam doentes. As folhas são chamadas de Kad".

## Cultivo e usos

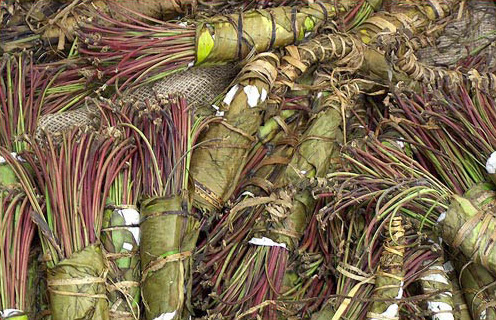
Maços de khat, capturados pela Drug Enforcement Administration norte-americana em julho de 2006.

A planta chamada de khat recebeu inúmeros nomes, como qat e ghat no Iêmen, qaat e jaad na Somália, chat na Etiópia e miraa no Quênia e na Tanzânia. O khat vem sendo cultivado para o uso como estimulante por séculos no Chifre da África e na península Arábica. Lá, o hábito de mascar o khat é mais antigo que o hábito do café, e é utilizado num contexto social similar. Suas folhas frescas são mascadas ou, mais raramente, secas e consumidas na forma de um chá, para atingir um estado de euforia e estímulo; o khat também tem efeitos colaterais anorexígenos. Seu uso não foi inibido pela religião, embora a Igreja Ortodoxa Etíope (juntamente com sua equivalente da Eritreia) tenha proibido os cristãos de usá-lo por seus efeitos estimulantes. Devido à disponibilidade de transporte aéreo rápido e barato, a droga já foi apreendida na Inglaterra, no País de Gales, em Roma, Amsterdã, no Canadá, na Austrália e Nova Zelândia e nos Estados Unidos. O público passou a conhecer esta droga através de relatos da mídia sobre as missões das Nações Unidas na Somália, onde o uso do khat é difundido.
Esse uso era tradicionalmente confinado às regiões onde a planta cresce, pois apenas as folhas frescas fornecem os efeitos estimulantes desejados. Nos últimos anos, a melhoria das estradas, a importação de veículos off-road e os transportes aéreos aumentaram a distribuição global dessa mercadoria perecível. É utilizado como uma droga socializante, como no caso no Iêmen, onde mascar o khat é um hábito predominantemente, embora não exclusivamente, masculino. Noutros países, é consumido por indivíduos sozinhos ou em festas. Além do seu uso como droga recreativa, também é usado por fazendeiros e trabalhadores braçais, para reduzir o cansaço físico, e por motoristas e estudantes, para melhorar a atenção. Em certos segmentos de contracultura da elite queniana, o khat (chamado de veve) é utilizado para contrabalançar os efeitos de uma ressaca, de maneira similar ao uso feito pela folha de coca na América do Sul. No Iêmen, algumas mulheres têm seus próprios salões para a ocasião e mascam o khat com seus maridos, nos finais de semana. Em muitos lugares onde é cultivado, o khat se tornou tão aceito pela sociedade a ponto de muitas crianças começarem a mascá-lo antes mesmo de atingir a puberdade.
O khat é tão popular no Iêmen que o seu cultivo consome boa parte dos recursos agriculturais do país. Estima-se que 40% do volume de água utilizado no país seja destinado a irrigar as plantações de khat, e a produção vem aumentando de 10 a 15% a cada ano. O consumo de água é tão elevado que os níveis de água subterrânea da bacia de Sanaa estão diminuindo. Por este motivo, as autoridades governamentais propuseram que parte da população de Sanaa fosse deslocada para a costa do mar Vermelho Um dos motivos por que o cultivo de khat é tão difundido no Iêmen é que ele é uma excelente fonte de renda para os agricultores. Alguns estudos realizados em 2001 estimam que a renda do cultivo de khat era de 2,5 milhões de riais iemenitas por hectare, enquanto o cultivo de café ou frutas, no mesmo local, renderia, ao mesmo agricultor, 570 mil riais por hectare. Por este motivo, entre 1970 e 2000, a área em que se cultivou o khat aumentou de 8.000 para 103.000 hectares. No entanto, estas cifras são apenas estimativas, e o número real pode ser mais alto.
Na Somália, o Conselho Supremo das Cortes Islâmicas, que assumiu o poder da maior parte do país em 2006, baniu o uso do khat durante o Ramadã, provocando protestos em Kismayo. Em novembro do mesmo ano, o Quênia baniu todos os voos para a Somália, sob a alegação de preocupações com a segurança, o que causou protestos dos cultivadores de khat quenianos. Segundo um político da localidade de Ntonyiri, no Distrito de Meru do Norte, a região já havia se especializado no cultivo de khat, de tal maneira que 20 toneladas, valendo cerca de 800.000 dólares, eram enviados para a Somália diariamente, e uma proibição dos voos seria devastadora para a economia local. Com a vitória do governo provisório, apoiado pelas forças etíopes, no fim de dezembro de 2006, o khat retornou às ruas de Mogadíscio, embora os comerciantes quenianos afirmem que a demanda ainda não é a mesma de antes da proibição.

## Química e farmacologia

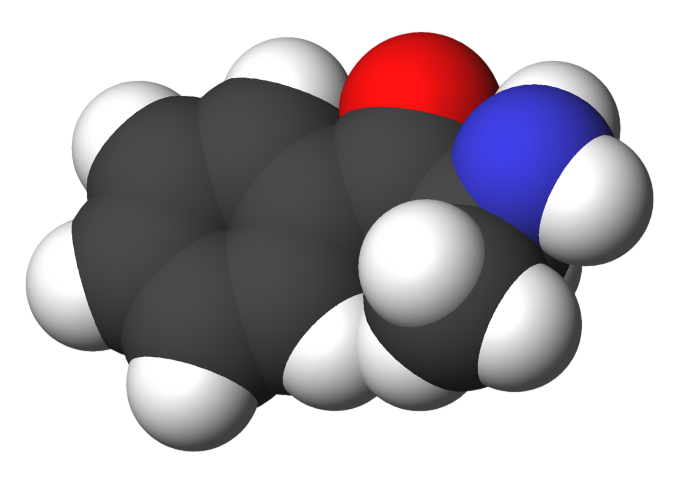
Estrutura da catinona

O efeito estimulante da planta foi atribuído originalmente à catina, um tipo de fenetilamina que foi isolado da planta. Esta atribuição foi, no entanto, refutada por estudos que mostravam que os extratos retirados das folhas frescas continham outra substância, muito mais ativa do que a catina. Em 1975, um alcaloide aparentado, a catinona, foi isolado, e a sua configuração absoluta foi estabelecida em 1978. A catinona não é muito estável e se decompõe, produzindo catina e norefedrina, substância da família das fenilpropanolaminas, que, por sua vez, são integrantes do grupo das feniletilaminas, aparentadas às anfetaminas e às catecolaminas (epinefrina e norepinefrina). Os dois principais ingredientes ativos do khat, a catina e a catinona, têm estruturas moleculares muito similares à estrutura da anfetamina.
Quando a folha do khat seca, a substância mais potente, a catinona, evapora em menos de 48 horas, deixando para trás a substância mais leve, a catina. Assim, os agricultores e comerciantes transportam as folhas e ramos de khat em sacos plásticos ou os enrolam em folhas de bananeira para preservar a umidade e manter a potente catinona. Também é comum que se molhe a planta regularmente durante o transporte, ou então que se faça uso de transporte sob refrigeração.
Quando as folhas de khat são mascadas, a catina e a catinona são liberadas e absorvidas pelas membranas mucosas da boca e pelas paredes do estômago. A ação de ambas da catina e da catinona na recaptação da epinefrina e da norepinefrina foi demonstrada em experimentos com animais de laboratório, mostrando que a presença de uma ou das duas substâncias faz com que o corpo recicle esses neurotransmissores mais lentamente, o que resulta no estado de alerta e insônia associado ao uso do khat.
Os receptores de serotonina mostram uma grande afinidade pela catinona, sugerindo que essa substância seja responsável pela sensação de euforia experimentada por quem masca o khat. Em testes com ratos, verificou-se que a catinona produz os mesmos  comportamentos associados à anfetamina: os animais andam nervosamente de um lado para o outro e se coçam repetitivamente. Os efeitos da catinona têm seu ápice depois de 15 ou 30 minutos, quando quase 98% da substância é metabolizada pelo fígado na forma de norefedrina.
Já a ação da catina é bem menos conhecida. Acredita-se que aja sobre os receptores alfa, causando a liberação de epinefrina e norepinefrina. Nos humanos, a catina tem uma meia-vida de cerca de 3 horas, .

## Efeitos
O consumo de khat induz a uma leve sensação de euforia e excitação. As pessoas que o consomem costumam falar bastante, quando estão sob a influência da droga, e podem parecer fora da realidade ou emocionalmente instáveis. O khat pode induzir comportamentos maníacos, bem como hiperatividade. É um anorexígeno, e o seu uso provoca prisão de ventre. Os usuários apresentam as pupilas dilatadas (midríase), o que reflete os efeitos simpatomiméticos da droga, que também podem ser percebidos no aumento da frequência dos batimentos cardíacos e no aumento da pressão sanguínea. Um estado de alucinações sonolentas (alucinações hipnagógicas) também pode resultar do uso de khat. Os sintomas de abstinência que se seguem ao uso da droga incluem letargia, alguma depressão, pesadelos e leves tremores. A longo prazo, o uso contínuo pode precipitar os seguintes efeitos: impacto negativo nas funções do fígado, escurecimento permanente dos dentes (com uma coloração esverdeada), suscetibilidade a úlceras, e diminuição da libido. O khat não é uma droga cujo uso cause a dependência química do usuário, embora aqueles poucos que se tornam dependentes geralmente não suportem ficar sem a substância por mais que três ou quatro dias, sentindo-se cansados e com dificuldades para se concentrar.

## Dados demográficos
Estima-se que muitos milhões de pessoas sejam usuárias frequentes do khat. Muitos desses usuários são originários dos países localizados entre o Sudão e a ilha de Madagascar, e da porção sudoeste da península Arábica, especialmente do Iêmen. Neste país, descobriu-se que 80% dos homens e 45% das mulheres utilizam ou utilizaram o khat cotidianamente por longos períodos de suas vidas. A forma tradicional de se mascar o khat envolve apenas usuários do sexo masculino; entre as mulheres, a prática é menos formal e menos frequente. Na Arábia Saudita, o cultivo e o consumo de khat não são permitidos, e a proibição é aplicada rigorosamente, com base no argumento das autoridades clericais, de que o Alcorão proíbe a ingestão de qualquer coisa que faça mal ao corpo. Na Somália, 61% da população teria admitido o uso de khat, dos quais 18% fazem uso habitual, e 21% o uso ocasional.[carece de fontes?]
Alguns pesquisadores estimam que cerca de 70 a 80% dos iemenitas entre 16 e 50 anos de idade mascam o khat, pelo menos ocasionalmente. Calculou-se que os iemenitas gastam o equivalente a cerca de 14,6 milhões de homens-hora por dia mascando a folha. Segundo a estimativa de um pesquisador local, Ali Al-Zubaidi, a quantidade de dinheiro que o iemenita médio gasta por ano com o khat subiu de 14,6 bilhões de riais iemenitas, em 1990, para 41,2 bilhões de riais em 1995. Pesquisadores também calcularam que as famílias gastam cerca de 17% dos seus rendimentos com o khat. Porém, especula-se que o número real possa ser ainda maior.

## Regulação
Em 1965, o 14º relatório do Comitê de especialistas em drogas suscetíveis de provocar a toxicomania, da Organização Mundial da Saúde (OMS), relatou que "o comitê teve a satisfação de observar a resolução do Conselho Econômico e Social das Nações Unidas no que diz respeito ao khat, confirmando a opinião de que o abuso dessa substância é um problema regional e pode ser melhor controlado naquele âmbito." Por este motivo, o khat não foi classificado sob a Convenção única sobre os entorpecentes, de 1961. Em 1980, porém, a OMS classificou o khat como uma droga que pode gerar uma dependência química de leve a moderada.

### Alemanha
Na Alemanha, a catina é uma substância controlada, e a posse e a venda da planta é ilegal.

### Austrália
Na Austrália, a importação do khat é controlada pela Customs (Prohibited Imports) Regulations. Cada usuário pode se inscrever para obter as licenças necessárias para a importação de até 5 quilos por mês para uso pessoal. Em 2003, o número total de permissões anuais para o consumo de khat foi de 294, e o número total de permissões individuais para o consumo de khat foi de 202 - na sua maioria imigrantes do Chifre da África.
Existem relatos não-confirmados de que o khat já seria uma substância controlada no estado de Queensland.

### Canadá
No Canadá, a catinona é uma substância controlada sob a Categoria III do Controlled Drugs and Substances Act (CDSA), o que significa que a sua posse ou obtenção é ilegal a menos que aprovada por um médico. A punição pela posse do khat pode levar a uma sentença máxima de três anos de prisão. A punição máxima para a posse com intenção de tráfico, ou simplesmente de tráfico, é de dez anos de prisão.

### Dinamarca
Na Dinamarca o khat é uma substância ilegal e controlada desde 1993.

### Estados Unidos
Nos Estados Unidos, a catina está na Categoria IV e a catinona na Categoria I do Controlled Substance Act. A determinação da Drug Enforcement Administration que colocou a catinona na Categoria I ressaltou que a medida estava efetivamente banindo o khat.
Mais de 300 quilos de khat foram apreendidos por policiais da Filadélfia em setembro de 2007. O khat foi recuperado depois de ter chegado ao estado em contêineres. A estação de televisão local, KYW-TV, noticiou que a apreensão foi a primeira registrada no estado, embora em dezembro de 2004 23,5 quilos de khat tenham sido apreendidos pela polícia estadual da Pensilvânia, de um etíope que vivia há 16 anos no país.
Em 19 de dezembro de 2007 as autoridades federais apreenderam mais de 200 quilos de khat no aeroporto de Salt Lake City, em Utah. Policiais prenderam dois homens pela  tentativa de importar o produto da Etiópia; supostamente, tentando alegar que eram condimentos para uso pessoal. A pena prevista pode chegar a 20 anos de prisão.

### Finlândia
O khat é classificado como uma droga ilegal, e a sua importação, venda e uso são passíveis de punição legal na Finlândia.

### França
O khat é proibido na França, sendo considerado como um estimulante.

### Hong Kong
Em Hong Kong, tanto a catina quanto a catinona são classificadas na Categoria 1 do Capítulo 134 da Dangerous Drugs Ordinance. Pode ser utilizado de maneira legal apenas por profissionais da área da saúde e unicamente para propósitos de pesquisas universitárias. A substância pode ser fornecida por farmacêuticos, mediante receita médica. Quem fornecer a substância sem receita fica sujeito a multa de 10.000 dólares de Hong Kong. A pena para o tráfico ou produção da substância é de 5.000.000 dólares de Hong Kong e prisão perpétua. A posse da substância para consumo sem a licença do Departamento de Saúde é ilegal, com multa de 1.000.000 dólares de Hong Kong e/ou 7 anos de prisão.

### Israel
O khat ainda é usado por algumas pessoas de origem iemenitas. Tradicionalmente, é mascado nas tardes de sábado, enquanto todos lêem o Zohar. As folhas são legais, mas a pílula com o extrato de catonina chamada hagigat (um composto das palavras hebraicas hagiga, "festa", e gat, "khat"), é ilegal atualmente. O khat também é cultivado nos quintais de muitos judeus iemenitas, mas também tem se tornado popular com outros grupos étnicos do país. Carregamentos com a variedade mais potente, da Etiópia, chegam diariamente; o khat pode até mesmo ser comprado em mercearias, no bairro iemenita de Bnei Brak.

### Nova Zelândia
O khat é considerado uma droga Classe C na Nova Zelândia, porém raramente é encontrado, embora apreensões ocasionais tenham ocorrido nos aeroportos do país. Árvores já crescidas, que foram plantadas antes da planta ter sido classificada, em 1998, não têm de ser destruída, porém é ilegal juntar suas folhas ou preparar a planta para o consumo..

### Noruega
O khat é classificado como uma droga e seu uso é ilegal, assim como sua posse e a sua venda. A maioria dos usuários são imigrantes da Somália, e o khat é contrabandeado dos Países Baixos e da Inglaterra. A alfândega norueguesa apreendeu 3.400 quilos de khat em 2007, contra 1.900 apreendidos em 2006.

### Países Baixos
Nos Países Baixos, o khat foi declarado ilegal, incluído na Lista II (softdrugs) da Lei do Ópio (Opiumwet), em 2012.

### Reino Unido
O khat não é uma substância controlada no Reino Unido, e as tentativas recentes de reclassificá-lo foram rejeitadas. Por este motivo, e devido ao seu curto tempo de validade, o Reino Unido serve como principal porta de entrada para o khat que chega, pela via aérea, que sua rota para a Europa do Norte e os Estados Unidos da América.
No país, a catina e a catinona são consideradas drogas Classe C, porém a planta Catha edulis não é controlada. O khat é utilizado por membros das comunidades somalis e iemenitas (principalmente os homens), que se concentram em Londres, Birmingham, Bristol, Cardiff, Manchester e Sheffield. Atualmente é legal, embora existam setores da comunidade somali que desejem bani-lo.

### Somália
Em 17 de novembro de 2006, o uso e a distribuição do khat tornou-se ilegal na Somália, de acordo com a decisão dos fanáticos islâmicos do Conselho Supremo das Cortes Islâmicas, que tomou o poder em diversas áreas do país naquele ano. Com a vitória inesperada do governo provisório, apoiado pelas forças armadas etíopes, ao fim de dezembro de 2006, o khat voltou às ruas de Mogadíscio.

### Suécia
Assim como na Noruega, na Suécia o khat é classificado como uma droga, e seu uso, posse e venda são ilegais. De acordo com a polícia, a maioria dos usuários é de imigrantes da Somália, e a maior parte do khat apreendido vem dos Países Baixos e da Inglaterra.

### Suíça
O khat é proibido na Suíça, sendo considerado um estimulante.